# Ielizaveta Guerdt
Pour les articles homonymes, voir Gerdt.
Ielizaveta Pavlovna Guerdt (Елизаве́та Па́вловна Ге́рдт), née le 17/29 avril 1891 à Saint-Pétersbourg (Empire russe) et morte le 6 novembre 1975 à Moscou (URSS), est une ballerine et pédagogue russe. Elle est la fille du danseur Pavel Guerdt.

## Biographie
Ielizaveta Guerdt est la fille des danseurs du théâtre impérial Mariinsky, Pavel Guerdt et A Chapochnikova. Elle est formée à l'école théâtrale de Saint-Pétersbourg dans la classe de Michel Fokine, puis elle est prise dans la troupe de ballet du théâtre impérial Mariinsky en 1908. Elle commence à enseigner en 1917, parallèlement à sa carrière de ballerine. C'est l'une des rares grandes danseuses pétersbourgeoises à ne pas émigrer après la révolution d'Octobre.
Elle est formée à la discipline sévère des traditions de la danse classique selon Christian Johansson, Marius Petipa et son propre père Pavel Guerdt. Après avoir interprété la fée lilas (La Belle au bois dormant), Aurore (Coppélia) et Isabelle (Le Procès de Damis), elle est nommée ballerine en 1919. Elle est au pic de sa carrière de soliste dans les années 1920, donnant corps au grands ballets du théâtre impérial d'avant la révolution. Elle a assuré la continuité des traditions du ballet russe à l'époque révolutionnaire. « La danse plastique d'Élisabeth Guerdt, soutenue par des couleurs douces, une forme parfaite, est devenue la norme de la culture du ballet académique dans les années 1920. ».
Elle quitte la scène en 1928 pour s'engager pleinement dans sa carrière de pédagogue. Elle dirige des classes dans son théâtre d'origine et parallèlement de 1927 à 1934 à l'école chorégraphique de Léningrad. Elle en est la directrice artistique en 1930-1932. Elle déménage en 1934 à Moscou pour enseigner à partir de 1935 à l'académie de chorégraphie de Moscou. En 1936-1937, elle en est la directrice artistique. Elle travaille avec la troupe du théâtre du Bolchoï. Pendant la Grande Guerre patriotique, Élisabeth Guerdt est évacuée à Tbilissi, puis elle retourne dans la capitale en 1945 et à partir de 1960 n'enseigne plus qu'au Bolchoï.
Elle meurt en 1975 et est enterrée au cimetière de la Présentation de Moscou (29e section). Elle était l'épouse du danseur Samouil Andrianov.

## Répertoire
- 15 avril 1907: Armide (La Tapisserie animée) de Tcherepnine, chorégraphie de Michel Fokine (spectacle de l'école théâtrale impériale, plus tard dans Le Pavillon d'Armide.
- la fée dorée/princesse Florine (La Belle au bois dormant) de Tchaïkovski, chorégraphie de Marius Petipa
- l'amie de Raymonda (Raymonda) de Glazounov, chorégraphie de Marius Petipa
- Fleur de lys (La Esmeralda) de Cesare Pugni, chorégraphie de Marius Petipa
- Sylphide (Les Sylphides) sur une musique de Frédéric Chopin, chorégraphie de Michel Fokine
- Colombine (Carnaval) sur une musique de Robert Schuman, chorégraphie de Michel Fokine
- l'Hiver (les Saisons), de Glazounov, chorégraphie de Marius Petipa
- avant 1919: la fée Lilas (La Belle au bois dormant) de Tchaïkovski, chorégraphie de Marius Petipa
- avant 1919: Isabelle (Le Procès de Damis), de Glazounov, chorégraphie de Marius Petipa
- 6 mars 1918 ou plus tard: Aurore (Coppélia) de Léo Delibes, chorégraphie de Marius Petipa, révisée par Enrico Cecchetti
- 1922: Raymonda (Raymonda) de Glazounov, chorégraphie de Marius Petipa, révisée par Fiodor Lopoukhov
- 8 octobre 1922: Aurore (La Belle au bois dormant) de Tchaïkovski, chorégraphie de Marius Petipa, révisée par Fiodor Lopoukhov ; (Désiré: Mikhaïl Doudko)
- 4 février 1923: la fée Dragée (Casse-Noisette) de Tchaïkovski, chorégraphie de Lev Ivanov, révisée par Fiodor Lopoukhov et Alexandre Chiriaïev (le prince Coqueluche: Mikhaïl Doudko)
- 6 mai 1923: Madeleine/Armide (Le Pavillon d'Armide) de Nikolaï Tcherepnine, chorégraphie de Michel Fokine, révisée par Fiodor Lopoukhov et Alexandre Tchekryguine (vicomte de Beaugency/Rinaldo: Mikhaïl Doudko)
- 29 octobre 1924: la Force légère (Le Cyclone rouge) de Vladimir Dechevov, chorégraphie de Fiodor Lopoukhov (la Force de la Révolution: Viktor Semionov)
- 16 mai 1926: Pimpincella (Pulcinella) de Stravinsky, chorégraphie de Fiodor Lopoukhov (Pulcinella/Polichinel: B.N. Komarov et Leonid Leontiev, Pantalone: Josef Kschessinski)
- Élisabeth Guerdt a aussi dans son répertoire les rôles d'Odette/Odile (Le Lac des cygnes), Nikia (la Bayadère), Myrtha (Giselle), la fille-tsar (Le Petit Cheval bossu), Macha (Casse-Noisette), Paquita (Paquita), Aspicia (La Fille du pharaon).

## Élèves
Parmi les élèves d'Élisabeth Guerdt, l'on peut distinguer Alla Chelest à Saint-Pétersbourg, à Moscou Sulamith Messerer, Irina Tikhomirnova, Marianna Bogolioubskaïa, Maïa Plissetskaïa, Raïssa Stroutchkova, Mira Redina, Violetta Bovt, Ekaterina Maximova, Elena Riabinkina, Ksenia Riabinkina.